# Horst Neumann (Fußballspieler)
Horst Neumann (* 5. November 1952 in Hamburg) ist ein ehemaliger deutscher Fußballspieler. Der Offensivspieler hat in der Saison 1977/78 beim FC St. Pauli in der Fußball-Bundesliga 25 Ligaspiele mit drei Toren absolviert. In der Saison 1980/81 war er Torschützenkönig der 2. Bundesliga Süd (26 Tore), als er mit dem SV Darmstadt 98 die Meisterschaft in der Süd-Staffel errungen hatte.

## Sportliche Laufbahn
Neumann spielte bereits in der Jugend von St. Pauli und stieß zur Saison 1971/72 in den Kader der in der zweitklassigen Fußball-Regionalliga Nord antretenden Ligamannschaft der Braunweißen vom Millerntor. Der beruflich im Hafen als Tallymann arbeitende Neumann war von 1971 bis 1979 als torgefährlicher Außenstürmer bei St. Pauli als Vertrags- und Lizenzspieler im Einsatz, darunter auch eine Saison in der Bundesliga. Daraufhin wechselte er nach der Lizenzverweigerung durch den DFB im Juni 1979 zur Saison 1979/80 zum SV Darmstadt 98, ehe er sich 1981 Hannover 96 anschloss. Der Stürmer absolvierte 25 Spiele in der Bundesliga, in denen er dreimal traf. Darüber hinaus bestritt er 240 Zweitligaspiele. Dabei gelangen ihm 75 Tore.
Unter Trainer Edgar „Edu“ Preuß debütierte der Stürmer aus dem eigenen Nachwuchs am 25. März 1972, bei einem 3:2-Heimerfolg gegen den VfB Lübeck, in der Regionalliga Nord. Er stürmte auf Linksaußen an der Seite von den zwei Angriffskollegen Walter Dobberkau und Ulrich Schulz. St. Pauli gewann 1971/72 die Meisterschaft im Norden und Neumann hatte die letzten sechs Rundenspiele absolviert und zwei Tore erzielt. In der Bundesligaaufstiegsrunde 1972 absolvierte der junge Angreifer dann bereits alle acht Spiele und erzielte zwei Tore. Das Abschneiden in der Aufstiegsrunde wurde mit der roten Karte für Leistungsträger Alfred Hußner im ersten Gruppenspiel am 28. Mai 1972 bei einem 1:1 bei Wacker 04 Berlin, deutlich negativ beeinflusst. Neumann verteidigte mit St. Pauli 1973 im Norden den Titel und wurde zum Abschluss der zweitklassigen Regionalligaära 1973/74 Vizemeister. In den drei Bundesligaaufstiegsrunden erzielte er in 19 Spielen sieben Tore. Insgesamt hat der Angreifer in drei Runden 65 Regionalligaspiele bestritten und 13 Tore für St. Pauli erzielt.
In die 2. Bundesliga startete Neumann mit St. Pauli 1974/75 mit dem 3. Rang und stieg mit dem Titelgewinn 1976/77 in die Bundesliga auf. Unter Trainer Diethelm Ferner debütierte er am Rundenstarttag, den 6. August 1977 bei einem 3:1-Heimerfolg gegen Werder Bremen, in der Bundesliga. Er bildete dabei mit Franz Gerber die Angriffsspitze. Nach der Hinrunde stand das Team vom Millerntor aber bereits mit 12:22 Punkten auf dem 17. Rang und kam in der Rückrunde nicht mehr von den Abstiegsplätzen weg. Nach dem Abstieg aus der Bundesliga erzielte Neumann 1978/79 in der 2. Bundesliga in 37 Ligaeinsätzen zehn Tore und St. Pauli belegte den 6. Rang. Auf dem Weg zum Zweitligasaisonfinale am 9. Juni 1979 bei Preußen Münster ereilte die Mannschaft die Hiobsbotschaft des Ligaausschusses des DFB vom Lizenzentzug von St. Pauli. Nach insgesamt 246 Pflichtspielen für St. Pauli unterschrieb Neumann zur Saison 1979/80 beim bisherigen Ligakonkurrenten SV Darmstadt 98 einen neuen Vertrag und wechselte zu den „Lilien“ vom Böllenfalltor.
In seinem ersten Jahr in Darmstadt erzielte der körperlich robuste Angreifer unter Trainer Jörg Berger in 28 Ligaspielen elf Tore und sein neuer Verein belegte den 4. Rang. Dies war bei den Abgängen von Leistungsträgern wie Manfred Drexler, Kurt Eigl und Hans Lindemann eine respektable Leistung. Mit den weiteren Neuzugängen neben Neumann wie mit Alfred Seiler, Rudi Collet und Andreas Karow schien man auf dem richtigen Weg zu sein. Unter dem neuen Trainer Werner Olk glückte 1980/81 tatsächlich die Meisterschaft in der 2. Liga und damit die Rückkehr in die Bundesliga. Persönlich krönte der Mann aus St. Pauli diese Runde noch mit 26 Treffern, womit er die Torschützenliste in der Südliga vor Uwe Bein (25 Tore) und Franz Gerber (23 Tore) anführte.
Neumann ging aber mit Darmstadt nicht mit in die Bundesliga, er unterschrieb zur Saison 1981/82 einen neuen Vertrag in der 2. Bundesliga bei Hannover 96, wo sein ehemaliger Trainer Diethelm Ferner tätig war. Am Rundenende reichte es zum 5. Rang und er musste sich an der Seite von Torjäger Dieter Schatzschneider in 25 Ligaeinsätzen mit drei Toren begnügen. Als Trainer Ferner im November 1982 auch noch durch Gerhard Bohnsack abgelöst wurde, war die Laufbahn von Neumann im Profibereich damit fast beendet. Sein letztes Zweitligaspiel bestritt der Hamburger am 24. September 1983 bei einer 1:2-Auswärtsniederlage gegen den 1. FC Saarbrücken. Noch während der laufenden Runde 1983/84 wechselte er zum SV Lurup und beendete seine Karriere im Amateurbereich.